# Muleby
Muleby är en ort på Bornholm i Danmark. Den ligger i Bornholms regionkommun och Region Hovedstaden. Antalet invånare är 533. Närmaste större samhälle är Rønne, 6 km söder om Muleby. Trakten runt Muleby består till största delen av jordbruksmark.